# Detlev von Ahlefeldt (1617–1686)
Detlev von Ahlefeldt (* 20. Februar 1617 in Gelting; † 25. November 1686 in Hamburg) war ein dänischer Offizier, Diplomat und Schriftsteller.

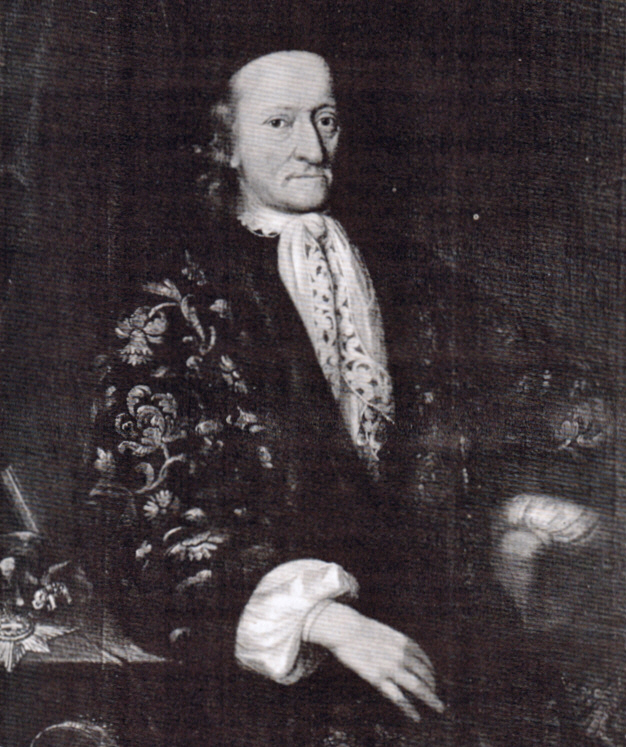
Detlev von Ahlefeldt

## Leben
Er war der Sohn des Benedikt von Ahlefeldt (1593–1634) und der Christia von Ahlefeldt (geb. (auch) von Ahlefeldt) (1589–1645), der Enkelin des Detlev von Ahlefeldt auf Osterrade und Haseldorf. Er unternahm mehrere große Auslandsreisen und studierte drei Jahre an der Universität in Paris und besuchte England, Italien und die Schweiz. 1640 übernahm er die Güter Haselau, Haseldorf und Kaden. Vier Jahre später wurde er Rittmeister im dänischen Heer. 1648 wurde er zum Oberst ernannt, nachdem er nach dem Frieden mit Schweden im Dienste der Landgräfin von Hessen-Kassel stand. 1648 wurde er in den Ruhestand verabschiedet. Danach lebte er einige Jahre in Hamburg und befasste sich dort mit historischen und philosophischen Studien. Im Jahr 1651 wurde er durch den dänischen König zum Landrat ernannt und wurde 1652 Amtmann in Flensburg. Fünf Jahre später wurde er Generalkriegskommissar und mit mehreren diplomatischen Missionen betraut. 1680 ging er in den Ruhestand und verbrachte seine letzten Jahre in Hamburg. Seine Erinnerungen wurden später von Louis Bobé und H. Höhnk veröffentlicht und gehören zu den bedeutendsten der deutschen Memoirenliteratur des 17. Jahrhunderts.
Ahlefeldt heiratete am 5. Mai 1642 in Osterade bei Rendsburg Ida von Pogwisch, eine Tochter des dänischen Diplomaten und Amtmanns Siegfried von Pogwisch (1587–1626) und der Magdalene geborene Pogwisch.

## Familienmitglieder
- Benedikt († 1698)
- Wilhelm (Lebensdaten unbekannt)
- Detlev Siegfried (1658–1714)
- Christoph (Lebensdaten unbekannt)
- Magdalena Lucia, verheiratete von Grote
- Christine (* 1665) verheiratete von Dernart
- Anna Clarelia, verheiratete von Koppelow
- Sophia Amalia (1651–1726)
- Ina Benedicte (* 1660) verheiratete von Buchwald